# 中村蒔伝
中村 蒔伝（なかむら しでん、2011年〈平成23年〉9月25日 - ）は、日本の俳優。

## 出演

### テレビ番組
- ゴー!ゴー!キッチン戦隊クックルン（2021年3月29日 - 2024年3月27日、NHK Eテレ）- タイゾウ役
- 買われた男 第1話 - 第3話・第9話・最終話（2024年4月18日 - 5月2日・6月13日・20日、テレビ大阪） - ヤマト（中学生時代） 役
- 放課後カルテ（2024年10月12日 - 12月21日、日本テレビ）- 佐伯真 役
- スゴEフェス2023（NHK Eテレ、2023年11月13日 - 2023年11月25日）タイゾウ役

### CM
- NEC LAVIE（2019年）
- エポック社 スーパーマリオシリーズ（2020年）

### 広告
- JR東日本「新幹線eチケット」×映画「ポケットモンスターココ」タイアップ広告（2020年）